# Catarina (kommun)
Catarina är en kommun i Brasilien.   Den ligger i delstaten Ceará, i den östra delen av landet, 1 400 km nordost om huvudstaden Brasília. Antalet invånare är 18 745.
Omgivningarna runt Catarina är huvudsakligen savann. Runt Catarina är det ganska glesbefolkat, med 21 invånare per kvadratkilometer.